# Llista d'episodis de Jeanne, la lladre kamikaze
Els episodis de l'anime Jeanne, la lladre Kamikaze es basen en la sèrie de manga del mateix nom escrita i il·lustrada per Arina Tanemura. L'anime va ser dirigit per Atsutoshi Umezawa de Toei Animation, escrit per Sukehiro Tomita, els personatges dissenyats per Hisashi Kagawa, Katsumi Tamegai en va ser el director en cap d'animació i la música va ser composta per Michiaki Kato. El primer episodi es va estrenar al Japó a TV Asahi el 13 de febrer de 1999, on es va emetre durant dues temporades, que constaven de 44 episodis, fins a acabar el 29 de gener de 2000.
La sèrie utilitza quatre peces musicals temàtiques. Als primers 27 episodis, "Piece of Love", de Shazna, fa d'opening i "Haruka..." (ハルカ...), de Pierrot, fa d'ending. A la resta d'episodis, l'opening és "Dive into Shine", de Lastier, i l'ending és "Till The End", de Hibiki.

## Llista d'episodis

### Primera temporada
| #  | Títol | Data d'estrena al Japó | Data d'estrena a Catalunya |
| -- | --- | ---------------------- | -------------------------- |
| 1  | Lladre amb avís previ Kaitou wa Yokokujou to Tomo ni (怪盗は予告状とともに)                                                                      | 13 de febrer de 1999   | 16 de juny de 2003         |
| 2  | L'objectiu és el lligam entre pare i filla Target wa Oyako no Kizuna!? (標的（ターゲット）は親子の絆!?)                                          | 20 de febrer de 1999   | 17 de juny de 2003         |
| 3  | L'encerclament: l'enemic són tots els alumnes de l'institut Houimou! Teki wa Zenkouseito (包囲網！敵は全校生徒)                                  | 27 de febrer de 1999   | 18 de juny de 2003         |
| 4  | Com poden ajudar una empresa els actes d'un lladre? Dorobu Shigoto wa Kigyou mo Sukuu? (泥棒仕事は企業も救う!?)                                  | 6 de març de 1999      | 19 de juny de 2003         |
| 5  | La lluita per la Llàgrima de l'Egeu Airport Hijoukeikai! (エアポート非常警戒!)                                                                   | 13 de març de 1999     | 20 de juny de 2003         |
| 6  | La velleta misteriosa és una aliada? Aibou wa Nazo no Obaachan? (相棒は謎のおばあちゃん)                                                         | 20 de març de 1999     | 23 de juny de 2003         |
| 7  | Inspectors Todaiji, pare i filla: última oportunitat Oyako keiji! Saigo no kake (親子刑事!最後の賭け)                                            | 27 de març de 1999     | 24 de juny de 2003         |
| 8  | Roba la melodia de l'amor Ai no melodii wo nusume! (愛のメロデｲを盗め!)                                                                          | 3 d'abril de 1999      | 25 de juny de 2003         |
| 9  | Escac i mat insensible Hijō no Checkmate (非情のチェックメイト)                                                                                  | 10 d'abril de 1999     | 26 de juny de 2003         |
| 10 | La màscara és la seva autèntica identitat? Kamen no otoko! Honmono wa dare da (仮面の男!本物は誰だ)                                              | 17 d'abril de 1999     | 27 de juny de 2003         |
| 11 | Ai, el bon cor de l'agent de policia Aa, Utsukushiki Keimi no Kokoro (ああ、美しき刑事の心)                                                      | 24 d'abril de 1999     | 30 de juny de 2003         |
| 12 | La xineta és més poderosa que l'espasa Pin wa Ken Yori mo Tsuyoshi! (ピンは剣よりも強し!)                                                        | 1 de maig de 1999      | 1 de juliol de 2003        |
| 13 | El lladre del Nomoblidis Wasurenagusa no Heart Dorobou (忘れな草のハート泥棒)                                                                    | 8 de maig de 1999      | 2 de juliol de 2003        |
| 14 | L'objectiu és el vestit de núvia Target wa Wedding Dress (ターゲットはウェディングドレス花嫁衣裳)                                                | 15 de maig de 1999     | 3 de juliol de 2003        |
| 15 | Confessió sorprenent al parc d'atraccions Yūenchi no Shōgeki Kokuhaku! (遊園地の衝撃告白!)                                                       | 22 de maig de 1999     | 4 de juliol de 2003        |
| 16 | El primer petó a la llum de la lluna First Kiss wa Gekkō ni Kagayaku! (ファースト初キスは月光に輝く!)                                            | 29 de maig de 1999     | 7 de juliol de 2003        |
| 17 | Una aparició sobtada! Arriba el tifó de l'amor Kyuu Sekkin! Koi Hurricane Jouriku (急接近!恋のハリケーン台風上陸)                                | 5 de juny de 1999      | 8 de juliol de 2003        |
| 18 | Un dimoni ataca la medalla de l'amistat Akuma ga Osou Yūjō no Kunshō (悪魔が襲う友情の勲章)                                                      | 12 de juny de 1999     | 9 de juliol de 2003        |
| 19 | Segella la prova d'estimació del pare Fūin! Chichi no Ai no Shōmei (封印!父の愛のあかし証明)                                                     | 19 de juny de 1999     | 10 de juliol de 2003       |
| 20 | El dia en què la Maron va trencar la seva cuirassa Genki ni Yūki ga Kowareta Hi (元気に勇気が壊れた日)                                           | 26 de juny de 1999     | 11 de juliol de 2003       |
| 21 | La Miyako dispara a l'amor i a l'amistat Miyako, Koi to Yūjō o Utsu! (都、恋と友情を撃つ!)                                                       | 3 de juliol de 1999    | 14 de juliol de 2003       |
| 22 | A l'aigua! La mort de dos lladres Dive! W(double) Kaitō shisu (ダイブ!W(ダブル)怪盗死す)                                                         | 10 de juliol de 1999   | 15 de juliol de 2003       |
| 23 | Escac i mat! La diabòlica papallona blava Sogeki (Checkmate)! Mashō no Aoi Chō (Blue Morpho) (狙撃(チェックメイト)!魔性の青い蝶(ブルーモルフォ)) | 17 de juliol de 1999   | 16 de juliol de 2003       |
| 24 | Pànic al vaixell de luxe Gōka Kyakusen Monkey Sōdō (Panic) (豪華客船モンキー騒動(パニック))                                                      | 7 d'agost de 1999      | 17 de juliol de 2003       |
| 25 | Història de por! Colònies d'estiu a una escola fantasma Kaidan! Yūrei Gakkō no Natsu (怪談!幽霊学校の夏)                                         | 14 d'agost de 1999     | 18 de juliol de 2003       |
| 26 | Incursió al Castell ninja! Sennyū! Karakuri Ninja Jyou (潜入!カラクリ忍者城)                                                                     | 21 d'agost de 1999     | 21 de juliol de 2003       |
| 27 | El trist comiat de l'Àngel Finn Namida no Owakare Tenshi Fin (涙のお別れ 天使フィン)                                                             | 11 de setembre de 1999 | 22 de juliol de 2003       |

### Segona temporada
| #  | Títol | Data d'estrena al Japó | Data d'estrena a Catalunya |
| -- | --- | ---------------------- | -------------------------- |
| 28 | L'arribada dels dimonis: temps d'una nova transformació Akuma Kōrin! Shin Henshin no Toki (悪魔降臨!新変身の時)                  | 18 de setembre de 1999 | 23 de juliol de 2003       |
| 29 | L'aparició d'un professor misteriós i ultra guapo Chō Bikei! Nazo no Sensei Tōjō (超美形!謎の先生登場)                           | 25 de setembre de 1999 | 24 de juliol de 2003       |
| 30 | L'esperit lluitador crema amb energia renovada Genki Fukkatsu de Moeru Toushi (元気復活で燃える闘志)                             | 2 d'octubre de 1999    | 25 de juliol de 2003       |
| 31 | La lladre kamikaze en un anunci de televisió? Kaitō Tsui ni CM Shutsuen!? (怪盗ついにCM出演!?)                                   | 9 d'octubre de 1999    | 28 de juliol de 2003       |
| 32 | L'ordre de matar la lladre Jeanne? Kaitō Jeanne Massatsu Shirei!! (怪盗ジャンヌ抹殺指令!!)                                       | 23 d'octubre de 1999   | 29 de juliol de 2003       |
| 33 | Simbad, el mentider Usotsuki Sindbad!! (嘘つきシンドバッド!!)                                                                    | 30 d'octubre de 1999   | 30 de juliol de 2003       |
| 34 | Declaració de separació. No penso confiar en ningú mai més! Betsuri Sengen! Mou Daremo Shinjinai!! (別離宣言!もう誰も信じない!!) | 6 de novembre de 1999  | 31 de juliol de 2003       |
| 35 | El renaixement del poder de l'amor de la Jeanne! Jeanne Fukkatsu no Love Power! (ジャンヌ復活のLOVEパワー!)                      | 13 de novembre de 1999 | 1 d'agost de 2003          |
| 36 | La lladre Jeanne ajuda la policia? Dorobō wa Keiji no Mikata ka!? (泥棒は刑事の味方か!?)                                         | 20 de novembre de 1999 | 4 d'agost de 2003          |
| 37 | El noi que tenia un cor de dimoni Akuma no Shinzō o Motsu Shōnen (悪魔の心臓を持つ少年)                                          | 27 de novembre de 1999 | 5 d'agost de 2003          |
| 38 | La resolució? Un escac i mat molt trist Ketsudan!? Kanashimi no Fūin (決断!?悲しみのチェックメイト封印)                          | 4 de desembre de 1999  | 6 d'agost de 2003          |
| 39 | Un desig per la mare i pel pare Negai wa Hitotsu! Chichi to Haha ni (願いは一つ!父と母に)                                        | 11 de desembre de 1999 | 7 d'agost de 2003          |
| 40 | Una transformació endimoniada. L'atac ferotge de la Mist Jaaku henshin! Mist mōkō (邪悪変身!ミスト猛攻)                          | 18 de desembre de 1999 | 8 d'agost de 2003          |
| 41 | El retrobament amb la Finn: un malson tràgic! Saikai Fin!! Gekiba Akumu (再会フィン!!劇的悪夢)                                   | 8 de gener de 2000     | 11 d'agost de 2003         |
| 42 | La lladre travessa l'espai i el temps Kaitō, Jikū o Koeru!! (怪盗、時空を越える!!)                                               | 15 de gener de 2000    | 12 d'agost de 2003         |
| 43 | S'ha acabat l'amistat?! Lluita final al Castell de gel encantat Yuujō Hōkai!? Mahyō Kessen (友情崩壊!?魔氷城決戦)                | 22 de gener de 2000    | 13 d'agost de 2003         |
| 44 | Converteix-te en vent diví, Jeanne! Nanji! Kamikaze to Nare! (汝、神風となれ)                                                    | 29 de gener de 2000    | 14 d'agost de 2003         |